# 衣蛾
衣蛾（学名：Tinea pellionella），属于鳞翅目蕈蛾科。外觀類似幾何圖形的菱形。其分布极广，常出現於潮濕的牆壁上，以及衣物上。衣蛾如果在城市的话，它一般都会生长在最下面的楼層。

## 形態
衣蛾幼虫是一个小型白色的毛虫，藏在一个丝质的袋状物或网状物（称为筒巢）内，在墙壁上可见到一个黏著水泥的纺锤形丝袋，内有一深褐色头的幼虫。幼虫有时会从丝袋中爬出，但一般很少观察到。成虫为浅黄色的飞虫，翼展约9至16毫米。两对翅覆满鳞粉。前翅呈灰褐色，上有模糊的黑色斑點。後翅为淡棕灰色，翅缘呈现绒毛状。

## 食性
幼蟲以羊毛、毛髮、毛皮、羽毛为食，行动缓慢。会破坏纺织品，在图书馆或博物馆会危害动物标本。其成虫并不取食。

## 生活環境

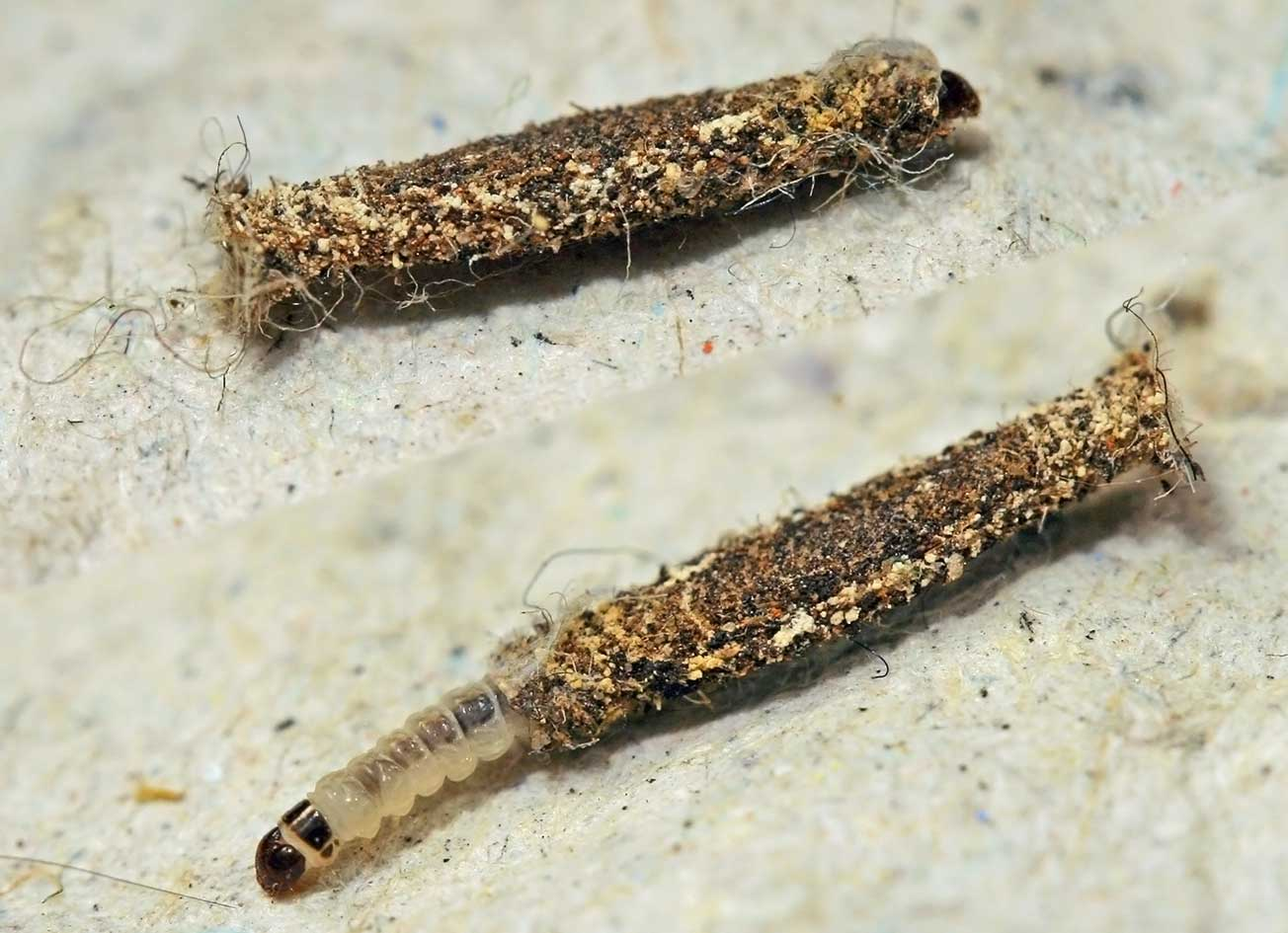
一只衣蛾幼虫正从其筒状巢的顶部爬出

成虫将卵产在皮毛、羽毛、皮品、毛或污秽的丝绸上。幼蟲會吐絲並黏附周圍纖維、灰塵等物質，製成兩端開口的管狀鞘，供其棲息、取食與移動。此鞘可視為其活動性巢穴，幼蟲整個發育期間皆住於其中，最終亦在其中化蛹，直到羽化為止。特别喜爱纺织品沾有食物或其他受污染的東西，衣领或衣服折叠处也可见到衣蛾的踪迹，而纯棉的衣物较不易受害。

## 預防
最适宜的方式当衣物要收好时，需先作处理。将所有的衣物自衣柜移出，将摺叠处清理，在阳光下暴露几小时。乾洗、湿洗时应要烫好，用塑胶袋装好密封。

## 防治
当衣柜空出时，以陶斯松等喷洒衣柜。经处理后将衣服放回，衣柜要关紧，在上层放一些樟脑丸或萘丸等（依指示放入所需的量），尽记勿把有沾到污泥的衣服放入，因為加上汗味更易吸引衣蛾来为害。
馆藏品收藏时应先检查，有虫为害时应先作处理，定期检查并行熏蒸处理；并具环境控制的设施保持低温、低湿及清洁。衣鱼和衣蛾不叮咬人类或传染病原菌，易被忽略，发生后再处理恐难清除完全，在平时能清洁环境，报纸定期收集整理不堆积，送往资源回收处集中处理。换季时衣服务必清洗烘干后再放入干净的衣橱，可减少危害虫的发生。